# François-Cornil Bart

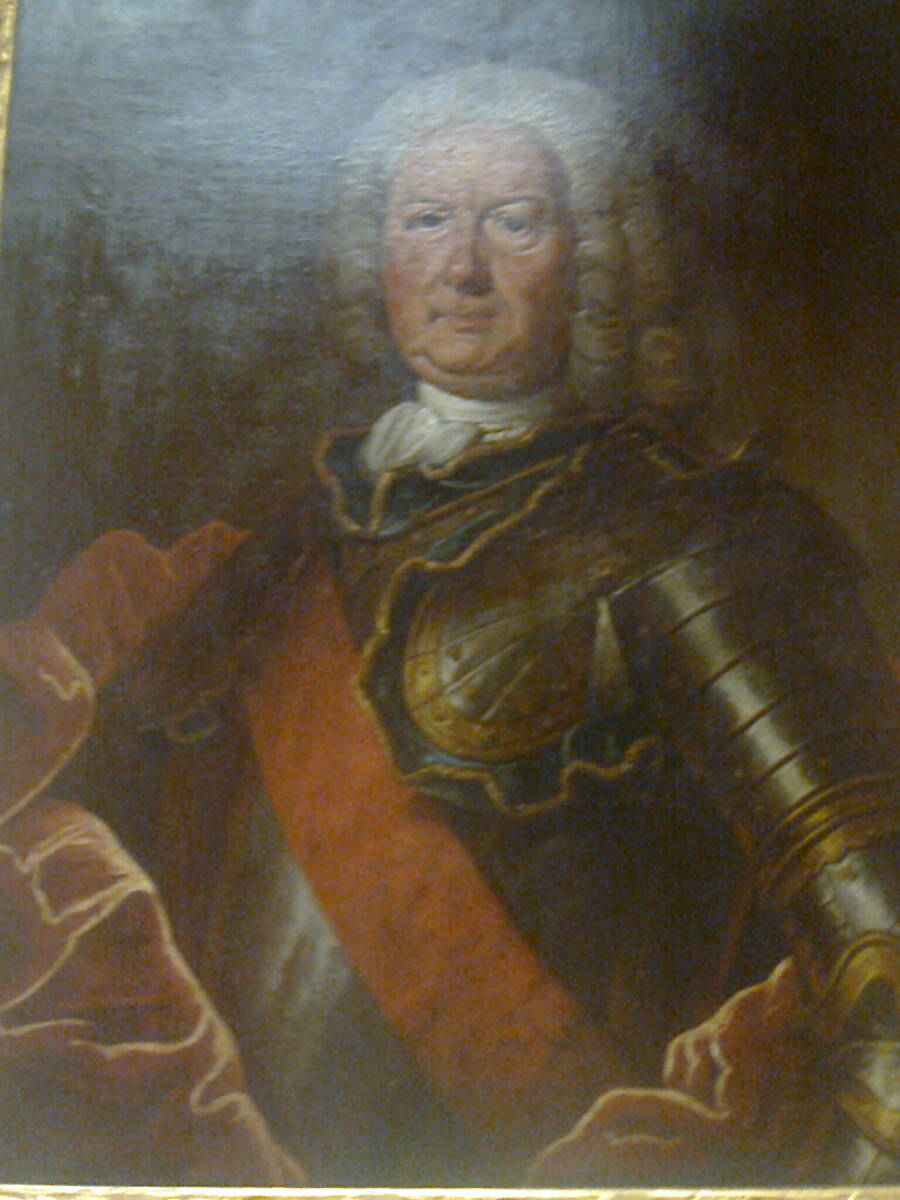
François Cornil Bart. Zeitgenössisches Porträt.

François-Cornil Bart (* 16. Juni 1677 in Dünkirchen, Französisch-Flandern; † 22. April 1755 ebenda) war ein französischer Seeoffizier des 17. und 18. Jahrhunderts. Er war der Sohn von Jean Bart und diente in seiner Jugend unter dessen Befehl. Er beendete seine Karriere als Vice-amiral de France und Kommandeur der Flotte du Ponant, die in Brest stationiert war.

## Biografie

### Herkunft und Familie
François-Cornil Bart entstammte einer Familie von Militärs und Seeleuten flämischer Herkunft, die im Dienst des Königreichs Frankreich, des Königreichs Spanien und der Vereinigten Niederlande standen. Er stammte aus der ersten Ehe des berühmten Freibeuters von Dünkirchen Jean Bart (1650–1702) mit Nicole Gouttière.

### Jugend und Anfänge unter dem Befehl seines Vaters
Bereits 1688, im Alter von elf Jahren, nahm François-Cornil Bart unter dem Befehl seines Vaters an einer Marineunternehmung teil, als er unter dem Kommando seines Vaters auf der La Railleuse in Begleitung von Claude de Forbin einen Konvoi begleitete und einen niederländischen Freibeuter abwehren musste. Bis 1691 war er Teil weiterer Unternehmungen und auch an dem Überfall auf die Burg von Wadrington und das benachbarte Dorf an der englischen Küste beteiligt.

### Karriere in der königlichen Marine

#### Krieg der Augsburgischen Liga und Geleitschutz in der Nordsee

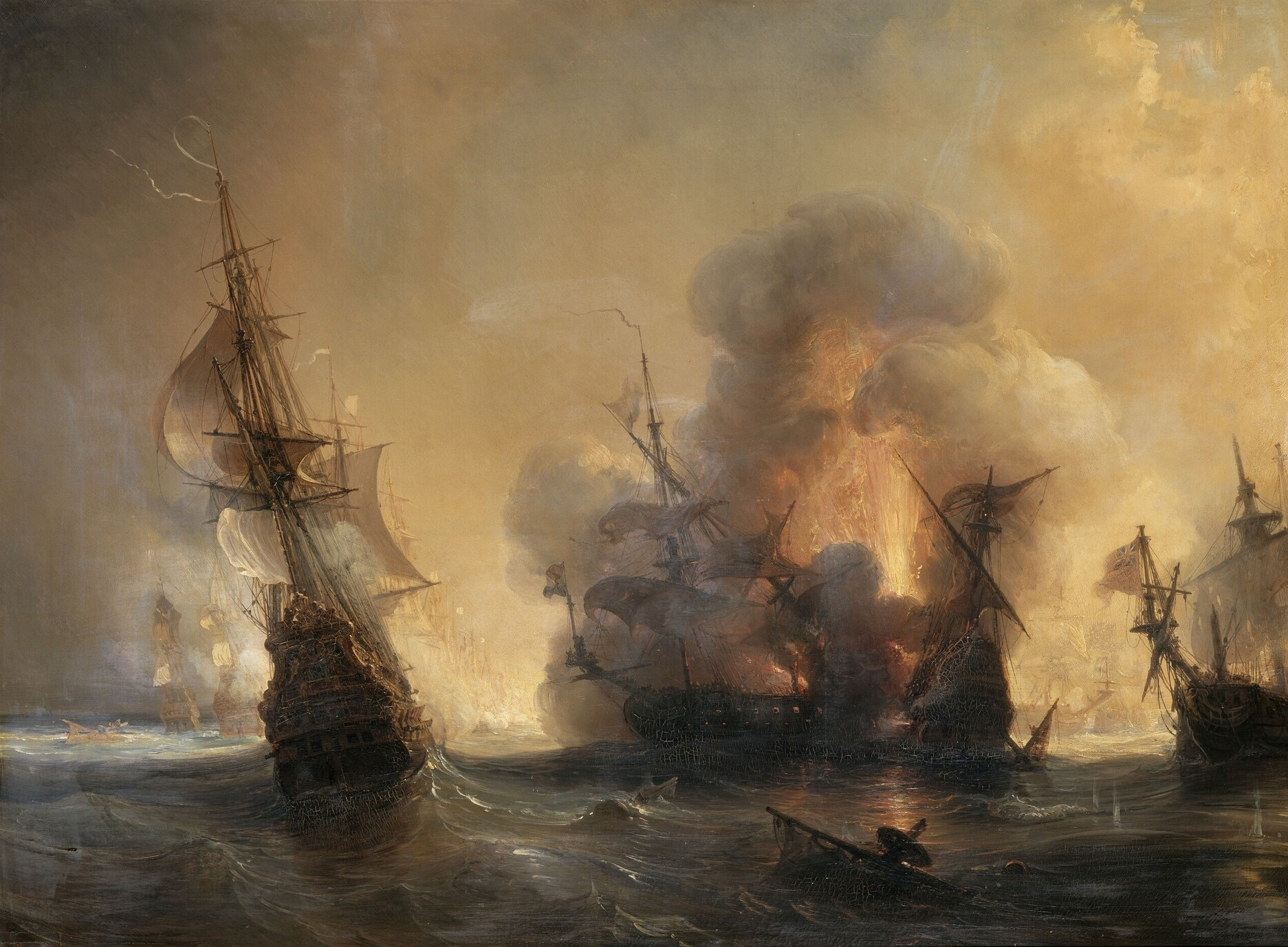
La Bataille de Lagos, 27 juin 1693. Öl-Gemälde von Jean Antoine Théodore Gudin (19. Jahrhundert).

1692 erfolgte sein Eintritt als Gardemarin in die königliche Marine. Er war auf die Le Comte kommandiert, die wiederum von seinem Vater befehligt wurde, der außerdem die L’Hercule und die Le Tigre unter seinem Befehl hatte. Sie kreuzten in der Nordsee und wo mehrere holländische Schiffe gekapert werden konnten teil. 1693 und 1694 war er an Bord der L’Alcyon, die unter dem Kommando seines Vaters stand, unter dem Befehl von Marschall de Tourville vor der Küste Portugals eingesetzt. Am 27. Juni 1693 nahm er an der Schlacht von Lagos gegen achtundzwanzig britisch-holländische Kriegsschiffe teil, die eine Flotte von 130 Handelsschiffen begleiteten. Die Schlacht endete mit einem französischen Sieg, bei dem zwei Kriegsschiffe und sechsunddreißig Handelsschiffe erbeutet wurden, während der Rest sich zerstreute und floh. Danach kehrte die L’Alcyon ins Mittelmeer zurück und bestand ein weiteres erfolgreiches Gefecht gegen drei Fregatten vor der Festung von Málaga. Hiernach kehrte Bart auf der Le Comte zunächst nach Frankreich zurück.

#### Schlacht von Texel und erster Aufenthalt am französischen Hof

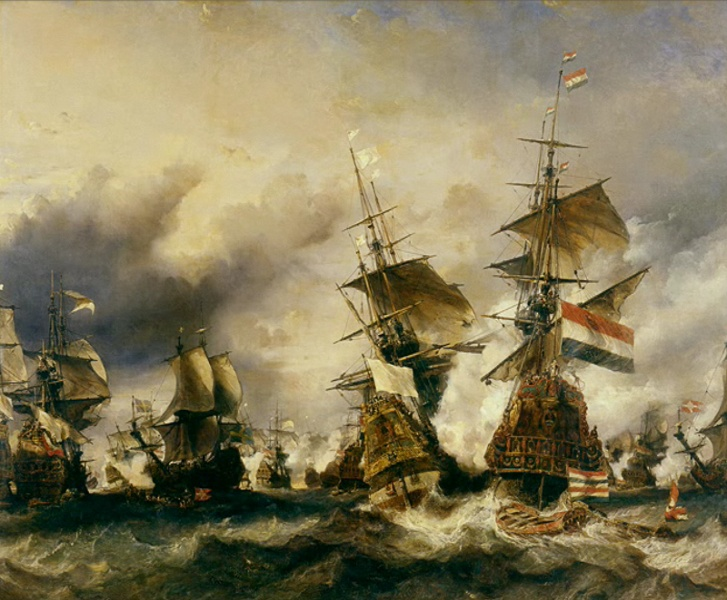
La Bataille du Texel, 29 juin 1694. Öl-Gemälde von Eugène Isabey (19. Jahrhundert). Musée de la Marine.

1696 wurde Bart auf der Le Maure als Teil eines aus fünf Schiffen bestehenden und erneut von seinem Vater kommandierten Geschwader nach Norwegen eingeschifft. Die Befehle lauteten, eine mit Weizen beladene Flotte zu begleiten, die allerdings vorher bereits von acht holländischen Kriegsschiffen unter dem Kommando des Konteradmirals Hidde Sjoerds de Vries gekapert worden war. Das französische Geschwader griff diese Schiffe trotz ihrer zahlenmäßigen Unterlegenheit an und enterte das Schiff des Konteradmirals zusammen mit zwei weiteren Schiffen der Eskorte. Daraufhin flohen die fünf verbliebenen Begleitschiffe und ließen den Konvoi zurück, den Jean Bart somit nach Dünkirchen und damit in das von einer Hungersnot heimgesuchte Frankreich führen konnte.
Später in 1694, nach der von seinem Vater gewonnenen Schlacht von Texel während des Pfälzischen Erbfolgekrieges, gehörte Bart zu einer Delegation, die für eine Audienz beim König Ludwig XIV. nach Versailles reiste. Am Hof wurde er wohlwollend empfangen und von dem Marineminister Pontchartrain dem König vorgestellt. François-Cornil Bart stand mehrere Tage im Mittelpunkt der Aufmerksamkeit, lernte die Prinzessin von Conti kennen und wurde in der Folge im Alter von 17 Jahren zum Fähnrich befördert.
Am 22. September 1694 war François-Cornil Bart in Dünkirchen anwesend, als ein Angriff einer englisch-niederländischen Flotte auf den Hafen und die Stadt vereitelt werden konnte.
Im Mai 1696 durchbrach François-Cornil Bart auf der Le Maure, wiederum unter dem Oberbefehl seines Vaters, die von Admiral John Berkeleys Flotte verhängte Blockade Dünkirchens. In der Folge traf das acht Fregatten umfassende Geschwader auf einen aus der Ostsee kommenden niederländischen Konvoi, der mit Getreide beladen war, und griff diesen an. Von den fünf Begleitschiffen wurde eines gekapert und die weiteren vier in Brand gesetzt. Die Besatzungen wurden dann in der verbliebenen Fregatte nach Holland zurückgeschickt. Die Schiffe des Konvois wurden entweder ebenfalls erobert oder zerstört. Nach dieser Aktion wurde Bart im selben Jahr zum Leutnant zur See befördert.
1697 begleitete er seinen Vater auf der L’Adroit als Teil eines Geschwaders aus fünf Schiffen und einer Fregatte, um den Prinzen de Conti nach Polen zu bringen, wo dieser zum König gekrönt werden sollte. Im selben Jahr kehrte er nach Dünkirchen zurück.

#### Spanischer Erbfolgekrieg
Während des Spanischen Erbfolgekriegs (1701–1714) diente er unter dem Kommando des Chevalier de Saint-Pol und nach dessen Tod unter dem Comte de Forbin. Als sein Vater 1702 starb, erhielt er eine Pension von 500 Livres aus der königlichen Schatzkammer. Im folgenden Jahr wurde diese Pension um 300 Livres erhöht.
Von 1703 bis 1704 war Bart auf der L’Adroit als Teil des Geschwaders des Chevalier de Saint-Pol vornehmlich in der Nordsee bei verschiedenen Aktionen gegen Konvois des Gegners bzw. als Begleitung eigener Konvois eingesetzt. Ab 1704 befehligte er die mit 16 Kanonen bewaffnete L’Héroïne im Geschwader von Saint-Pol im Kampf gegen Kaperschiffe. 1705 war er auf der Salisbury und ab dem 31. Oktober 1705 als Kommandant der L’Hermine eingesetzt.
1706 befehligte er im Geschwader von Forbin erneut die L’Héroïne und war auch dessen Stellvertreter. Am 2. Oktober kaperte er bei einem Angriff von sechs holländischen Schiffen vor der Elbmündung die L’Ardembrouck und brachte das Schiff nach Dünkirchen. Für diese Tat wurde er 1706 zum Fregattenkapitän befördert und mit dem Kommando über die Jersey (zuweilen auch als Gerze bezeichnet) betraut.

#### Schlacht bei Cape Lizard und späte Dienstjahre

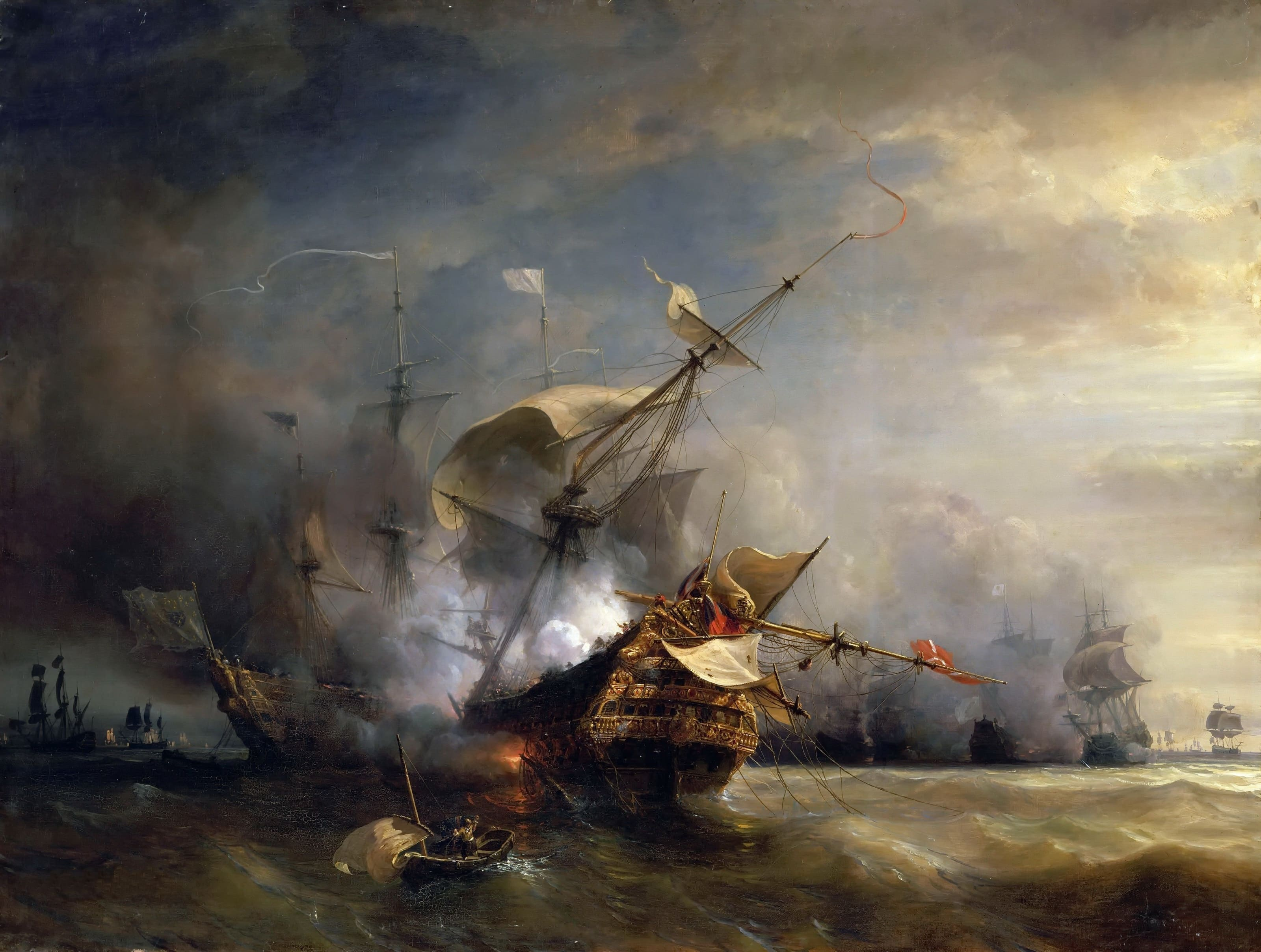
La bataille navale près de Lizard Point, Cornwall, le 21 Octobre 1707. Gemälde von Jean Antoine Théodore Gudin.

Auch 1707 war von einer Anzahl von Gefechten in der Nord- und Ostsee gegen englische und niederländische Konvois und deren Begleitschiffe geprägt. François-Cornil Bart führte hierbei das Kommando über die Jersey in dem acht Schiffe umfassenden Geschwader von Claude de Forbin.
Am 21. Oktober 1707 traf das Geschwader auf einen von fünf Kriegsschiffen eskortierten Konvoi unter Commodore Richard Edwards. In dem sich entwickelnden Gefecht wurden nach hartnäckigem Kampf vor Lizard Point drei britische Schiffe erbeutet und die Devonshire mit fünfhundert Mann versenkt. Nur der Royal Oak gelang die Flucht.
Als Peter der Große im Mai 1717 Paris besuchte, befahl der Hof von Versailles Cornil Bart, den Zaren von Calais nach Paris zu begleiten, wo er blieb, solange sich auch der russische Zar dort aufhielt. Am 28. Juni 1718 schlug ihn König Ludwig XV. zum Ritter des Ordre royal et militaire de Saint-Louis.
Im Jahr 1721 wurde er zum Kapitän ernannt.
Bei Ausbruch des Österreichischen Erbfolgekriegs 1740 war Bart bereits 63 Jahre alt. 1741 erfolgte schließlich seine Beförderung zum Chef d’escadre.
1746 wurde er zum Kommandeur des Ordre royal et militaire de Saint-Louis ernannt und erhielt eine Pension von 3.000 Livres. 1750 wurde er zum Lieutenant-général (Vizeadmiral) befördert.
Er beendete seine Karriere 1752 im Rang eines Vizeadmirals der Ponant-Flotte und erhielt 1753 das Großkreuz des Ordens von Saint-Louis. Er starb am 22. April 1755 im Alter von 78 Jahren.

## Wertung
Paul de Joriaud, der Biograph seines Vaters, schrieb über François-Cornil Bart:

« François-Cornil Bart a subi le sort commun aux fils des héros: ses services, signalés pourtant, n’ont pas eu le retentissement de ceux de son père, et sa gloire, justement acquise, a été éclipsée par une gloire plus éclatante encore. »

„François-Cornil Bart erlitt das Schicksal, das den Söhnen von Helden gemein ist: Seine Dienste, obwohl sie bekannt waren, fanden nicht den Widerhall derjenigen seines Vaters, und sein zu Recht erworbener Ruhm wurde von einem noch glänzenderen Ruhm überstrahlt.“

## Familie
Bart hatte am 20. April 1705 Marie Catherine Viguereux (1686–1741) geheiratet. Aus der Ehe gingen zwei Söhne und drei Töchter hervor, von denen eine im Kindesalter starb. Der Sohn Philippe François (1710–1784) war ebenfalls Marineoffizier und war von 1756 bis 1761 Gouverneur von Saint-Domingue.

## Galerie

Familienwappen
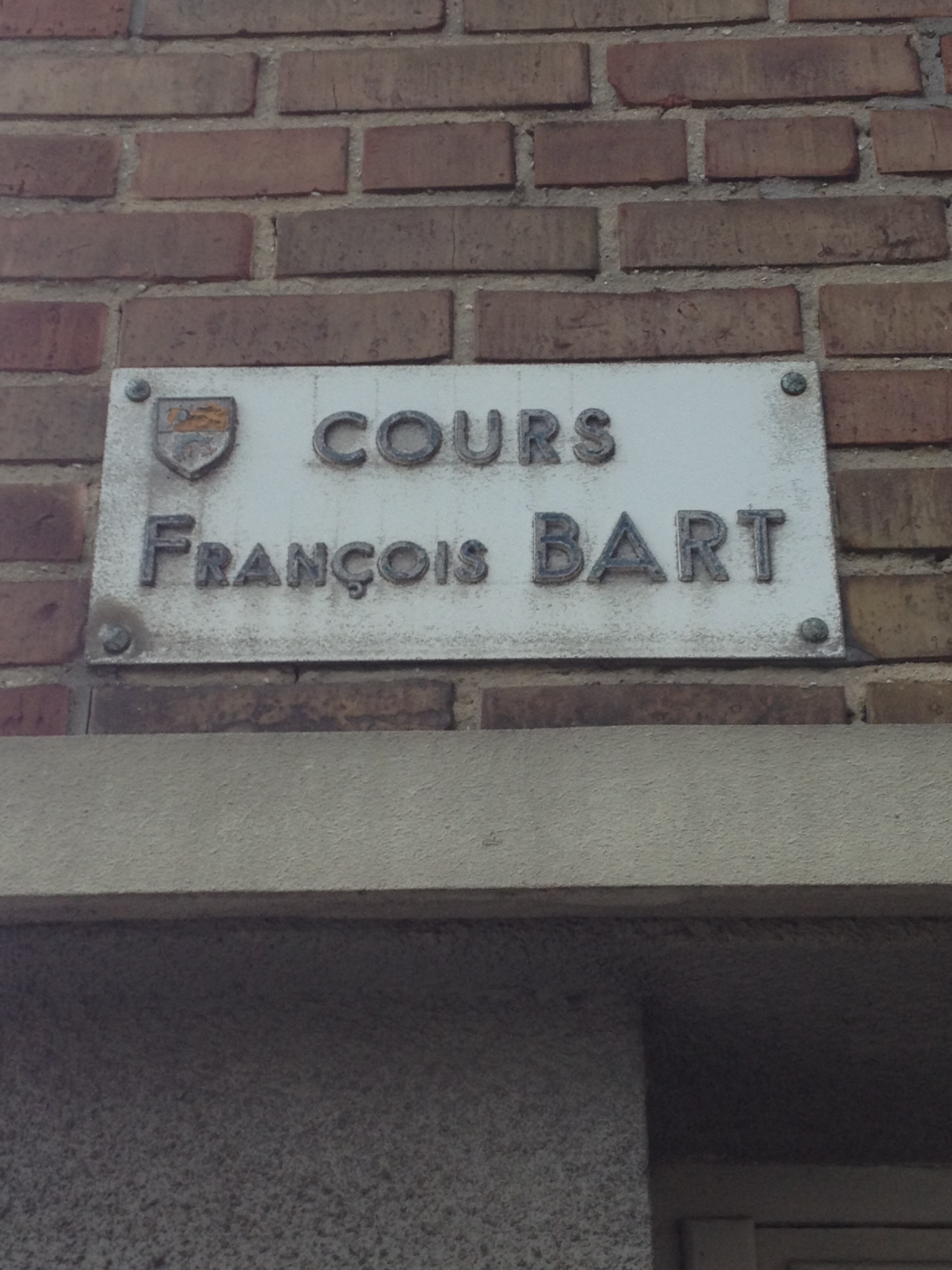
Straßenschild in Dünkirchen (seit dem 30. März 1962 nach ihm benannt)
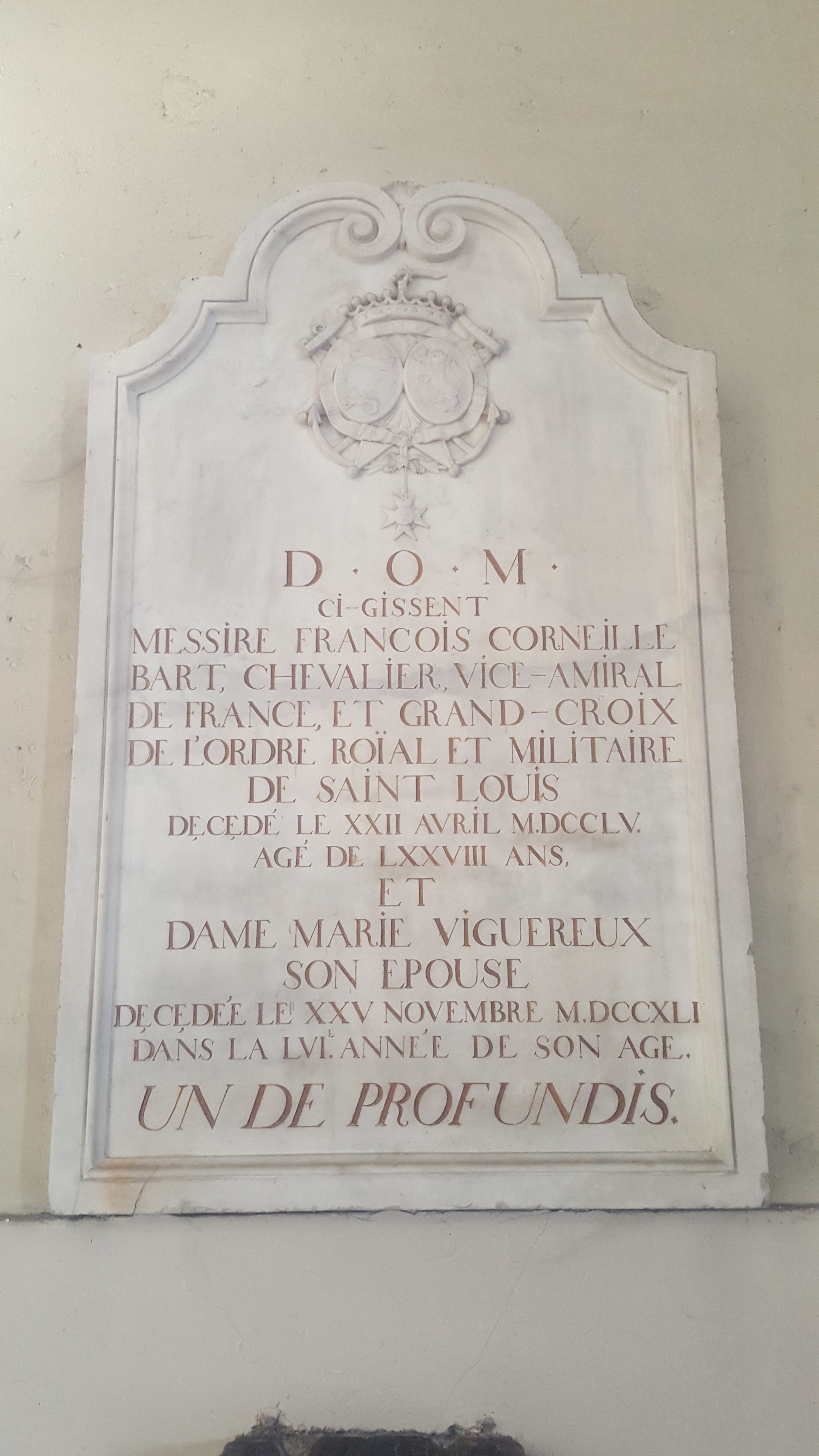
Grabmal von François-Cornil Bart in der Kirche Saint-Éloi in Dünkirchen